# Gran Premio d'Ungheria 2008
Il Gran Premio d'Ungheria 2008 si è svolto il 3 agosto sul Circuito di Hungaroring a Budapest.

## Vigilia
Alla vigilia del Gran Premio, la McLaren ha comunicato di aver esercitato l'opzione in proprio favore sul finlandese Heikki Kovalainen, che quindi correrà per la scuderia inglese anche nel 2009.
La Federazione ha effettuato controlli sul motore usato da Hamilton per le sue vittorie in Gran Bretagna e Germania, applicando per la prima volta i controlli sulla conformità del motore al progetto depositato. I controlli hanno confermato la regolarità del dispositivo.
Gli organizzatori del Gran Premio di Ungheria, già in calendario fino al 2011, stanno trattando l'estensione fino al 2016, mentre è in fase di avvio la costruzione di un nuovo circuito permanente, nei dintorni del lago Balaton, che in futuro potrebbe ospitare proprio la gara di Formula 1.

## Prove
Nella prima sessione del venerdì, si è avuta questa situazione:
| Pos | Nome              | Squadra/Motore   | Tempo    |
| --- | ----------------- | ---------------- | -------- |
| 1   | Felipe Massa      | Ferrari          | 1:20,981 |
| 2   | Kimi Räikkönen    | Ferrari          | 1:21,345 |
| 3   | Heikki Kovalainen | McLaren-Mercedes | 1:21,410 |

Nella seconda sessione del venerdì, si è avuta questa situazione:
| Pos | Nome              | Squadra/Motore   | Tempo    |
| --- | ----------------- | ---------------- | -------- |
| 1   | Lewis Hamilton    | McLaren-Mercedes | 1:20,554 |
| 2   | Nelson Piquet Jr. | Renault          | 1:20,748 |
| 3   | Heikki Kovalainen | McLaren-Mercedes | 1:20,760 |

Nella sessione del sabato mattina, si è avuta questa situazione:
| Pos | Nome           | Squadra/Motore   | Tempo    |
| --- | -------------- | ---------------- | -------- |
| 1   | Lewis Hamilton | McLaren-Mercedes | 1:20,228 |
| 2   | Felipe Massa   | Ferrari          | 1:20,567 |
| 3   | Timo Glock     | Toyota           | 1:20,623 |

## Qualifiche
Nella sessione di qualificazione, si è avuta questa situazione:
| Pos | N  | Nome                 | Costruttore/Motore  | Q 1      | Q 2         | Q 3      | Griglia |
| --- | -- | -------------------- | ------------------- | -------- | ----------- | -------- | ------- |
| 1   | 22 | Lewis Hamilton       | McLaren-Mercedes    | 1:19,376 | 1:19,473    | 1:20,899 | 1       |
| 2   | 23 | Heikki Kovalainen    | McLaren-Mercedes    | 1:19,945 | 1:19,480    | 1:21,140 | 2       |
| 3   | 2  | Felipe Massa         | Ferrari             | 1:19,578 | 1:19,068    | 1:21,191 | 3       |
| 4   | 4  | Robert Kubica        | BMW Sauber          | 1:20,053 | 1:19,776    | 1:21,281 | 4       |
| 5   | 12 | Timo Glock           | Toyota              | 1:19,980 | 1:19,246    | 1:21,326 | 5       |
| 6   | 1  | Kimi Räikkönen       | Ferrari             | 1:20,006 | 1:19,546    | 1:21,516 | 6       |
| 7   | 5  | Fernando Alonso      | Renault             | 1:20,229 | 1:19,816    | 1:21,698 | 7       |
| 8   | 10 | Mark Webber          | Red Bull-Renault    | 1:20,073 | 1:20,046    | 1:21,732 | 8       |
| 9   | 11 | Jarno Trulli         | Toyota              | 1:19,942 | 1:19,486    | 1:21,767 | 9       |
| 10  | 6  | Nelson Piquet Jr.    | Renault             | 1:20,583 | 1:20,131    | 1:22,371 | 10      |
| 11  | 15 | Sebastian Vettel     | Toro Rosso-Ferrari  | 1:20,157 | 1:20,144    |          | 11      |
| 12  | 16 | Jenson Button        | Honda               | 1:20,888 | 1:20,332    |          | 12      |
| 13  | 9  | David Coulthard      | Red Bull-Renault    | 1:20,505 | 1:20,502    |          | 13      |
| 14  | 14 | Sébastien Bourdais   | Toro Rosso-Ferrari  | 1:20,640 | 1:20,963    |          | 19*     |
| 15  | 7  | Nico Rosberg         | Williams-Toyota     | 1:20,748 | senza tempo |          | 14      |
| 16  | 3  | Nick Heidfeld        | BMW Sauber          | 1:21,045 |             |          | 15      |
| 17  | 8  | Kazuki Nakajima      | Williams-Toyota     | 1:21,085 |             |          | 16      |
| 18  | 17 | Rubens Barrichello   | Honda               | 1:21,332 |             |          | 17      |
| 19  | 21 | Giancarlo Fisichella | Force India-Ferrari | 1:21,670 |             |          | 18      |
| 20  | 20 | Adrian Sutil         | Force India-Ferrari | 1:22,113 |             |          | 20      |

* Bourdais è stato penalizzato di cinque posizioni sulla griglia di partenza, per aver ostacolato Heidfeld nel corso della prima parte delle prove di qualificazione (Q1).

## Gara
Massa parte bene, bruciando Kovalainen sullo scatto in partenza e poi Hamilton alla prima curva con un gran  sorpasso all'esterno. Dietro ai primi tre, sono Glock, Kubica, Alonso e Raikkonen, che ha perso una posizione alla prima curva. Rispetto alle attese della vigilia, la sorpresa è che Massa riesce ad allungare portando il vantaggio sul rivale a 3”5 quando 18º giro rientra per il suo primo rifornimento; Hamilton si ferma nel giro seguente e nelle prime posizioni la situazione resta immutata. A perderci è soprattutto Robert Kubica che perde ben quattro posizioni. Al 30º giro la situazione è la seguente: Massa, Hamilton, Kovalainen, Glock, Alonso, Räikkönen, Piquet e Trulli; Kubica è nono.
Nel corso della gara Bourdais, Barrichello e Nakajima hanno principi di incendio durante i pit-stop. Al 41º giro Hamilton rimane vittima di una foratura alla gomma anteriore sinistra ed è costretto, dopo aver percorso quasi un intero giro ad andatura ridotta, a rientrare ai box: rientra nono. Al 44º giro Massa effettua il secondo rifornimento e rientra secondo, davanti a Glock. Si fermano poi in sequenza Glock e Kovalainen. Al 50º giro Räikkönen, ancora quinto dietro Alonso, commette un errore alla curva 2, andando leggermente lungo e perdendo il contatto con lo spagnolo. È a questo punto che il finlandese decide di giocare d'attacco: mentre Alonso si ferma ai box per il secondo pit-stop, il ferrarista realizza un giro molto veloce che gli permette dopo la propria sosta (52º giro) di rimanere davanti al pilota della Renault, in quarta posizione.
Al 54º giro Piquet si ferma ai box e rientra affiancato a Trulli, ma riesce a rimanere davanti. Il ritmo di Räikkönen, liberatosi di Alonso, migliora notevolmente e dal 60º giro comincia ad inanellare un giro veloce dopo l'altro, riacciuffando Glock. Al 67º giro, a tre tornate al termine della gara, il motore della Ferrari di Massa cede e vengono così vanificati tutti gli sforzi del brasiliano che, sconsolato, torna mestamente ai box. A quel punto il muretto Ferrari si accorge che c'è anche un problema (che già persiste da qualche giro) sul posteriore della vettura di Räikkönen e, proprio a quest'ultimo, viene comunicato di rallentare.
Kovalainen centra la prima ed unica vittoria in carriera, diventando il 100° pilota di sempre a vincere una gara in Formula 1. Ottimo il secondo posto di Glock, davanti a Räikkönen. Seguono Alonso, Hamilton, Piquet, Trulli e Kubica. In classifica piloti Hamilton mantiene la testa con 62 punti, contro i 57 di Räikkönen, che risale al secondo posto, ed i 54 di Massa. In classifica costruttori la Ferrari è sempre davanti con 111 punti, seguita dalla McLaren, a quota 100, che sorpassa la BMW, a 90.

### Classifica
I risultati del GP sono stati i seguenti:
| Pos | N  | Pilota               | Costruttore/Motore  | Giri | Tempo/Ritiro     | Griglia | Punti |
| --- | -- | -------------------- | ------------------- | ---- | ---------------- | ------- | ----- |
| 1   | 23 | Heikki Kovalainen    | McLaren-Mercedes    | 70   | 1:37:27,067      | 2       | 10    |
| 2   | 12 | Timo Glock           | Toyota              | 70   | +11.061          | 5       | 8     |
| 3   | 1  | Kimi Räikkönen       | Ferrari             | 70   | +16.856          | 6       | 6     |
| 4   | 5  | Fernando Alonso      | Renault             | 70   | +21.614          | 7       | 5     |
| 5   | 22 | Lewis Hamilton       | McLaren-Mercedes    | 70   | +23,048          | 1       | 4     |
| 6   | 6  | Nelson Piquet Jr.    | Renault             | 70   | +32.298          | 10      | 3     |
| 7   | 11 | Jarno Trulli         | Toyota              | 70   | +36.449          | 9       | 2     |
| 8   | 4  | Robert Kubica        | BMW Sauber          | 70   | +48.321          | 4       | 1     |
| 9   | 10 | Mark Webber          | Red Bull-Renault    | 70   | +58.834          | 8       |       |
| 10  | 3  | Nick Heidfeld        | BMW Sauber          | 70   | +1:07.709        | 15      |       |
| 11  | 9  | David Coulthard      | Red Bull-Renault    | 70   | +1:10.407        | 13      |       |
| 12  | 16 | Jenson Button        | Honda               | 69   | +1 giro          | 12      |       |
| 13  | 8  | Kazuki Nakajima      | Williams-Toyota     | 69   | +1 giro          | 16      |       |
| 14  | 7  | Nico Rosberg         | Williams-Toyota     | 69   | +1 giro          | 14      |       |
| 15  | 21 | Giancarlo Fisichella | Force India-Ferrari | 69   | +1 giro          | 18      |       |
| 16  | 17 | Rubens Barrichello   | Honda               | 68   | +2 giri          | 17      |       |
| 17  | 2  | Felipe Massa         | Ferrari             | 67   | Motore           | 3       |       |
| 18  | 14 | Sébastien Bourdais   | Toro Rosso-Ferrari  | 67   | +3 giri          | 19      |       |
| Rit | 20 | Adrian Sutil         | Force India-Ferrari | 62   | Freni            | 20      |       |
| Rit | 15 | Sebastian Vettel     | Toro Rosso-Ferrari  | 22   | Surriscaldamento | 11      |       |

## Classifiche Mondiali

### Piloti
| Pos | Pilota             | Punti |
| --- | ------------------ | ----- |
| 1   | Lewis Hamilton     | 62    |
| 2   | Kimi Räikkönen     | 57    |
| 3   | Felipe Massa       | 54    |
| 4   | Robert Kubica      | 49    |
| 5   | Nick Heidfeld      | 41    |
| 6   | Heikki Kovalainen  | 38    |
| 7   | Jarno Trulli       | 22    |
| 8   | Fernando Alonso    | 18    |
| 9   | Mark Webber        | 18    |
| 10  | Timo Glock         | 13    |
| 11  | Nelson Piquet Jr.  | 13    |
| 12  | Rubens Barrichello | 11    |
| 13  | Nico Rosberg       | 8     |
| 14  | Kazuki Nakajima    | 8     |
| 15  | David Coulthard    | 6     |
| 16  | Sebastian Vettel   | 6     |
| 17  | Jenson Button      | 3     |
| 18  | Sébastien Bourdais | 2     |

### Costruttori
| Pos | Team             | Punti |
| --- | ---------------- | ----- |
| 1   | Ferrari          | 111   |
| 2   | McLaren-Mercedes | 100   |
| 3   | BMW Sauber       | 90    |
| 4   | Toyota           | 35    |
| 5   | Renault          | 31    |
| 6   | RBR-Renault      | 24    |
| 7   | Williams-Toyota  | 16    |
| 8   | Honda            | 14    |
| 9   | STR-Ferrari      | 8     |